# Ildikó Szondi
Ildikó Szondi (Nyírmeggyes, Mađarska, 8. listopada 1955.) je sveučilišni docent i političarka Socijalističke partije Mađarske iz Segedina. 

## Životopis
U Nyírmeggyesu je išla u osnovnu školu i u Mátészalku u gimnaziju. Na studij odlazi u Segedinu, gdje diplomira na Pravnom fakultetu.
Doktorirala je 2007. godine na istom fakultetu. Njezin muž, Ladislav Heka je pra-nećak Etelke Kenéza Heke.

## Djela
- Szondi Ildikó–Klonokai László (eds.). Statisztikai alapismeretek. Példatár, Budapest, 1997. (mađ.)